# Mauritius na Letnich Igrzyskach Olimpijskich 2016
Mauritius na Letnich Igrzyskach Olimpijskich 2016, które odbyły się w Rio de Janeiro, reprezentowało 11 zawodników – 5 mężczyzn i 6 kobiet.
Był to dziewiąty start reprezentacji Mauritiusa na letnich igrzyskach olimpijskich.

## Reprezentanci

### Badminton
Kobiety
| Zawodniczka   | Konkurencja    | Faza grupowa                         | Faza grupowa              | Faza grupowa | Eliminacje           | Ćwierćfinał          | Półfinał             | Finał                | Finał   |
| Zawodniczka   | Konkurencja    | Przeciwniczka Punkty                 | Przeciwniczka Punkty      | Miejsce      | Przeciwniczka Punkty | Przeciwniczka Punkty | Przeciwniczka Punkty | Przeciwniczka Punkty | Miejsce |
| ------------- | -------------- | ------------------------------------ | ------------------------- | ------------ | -------------------- | -------------------- | -------------------- | -------------------- | ------- |
| Kate Foo Kune | gra pojedyncza | Buranaprasertsuk P 0-2 (7-21, 18-21) | Chen W 2-0 (21-16, 21-19) | 2.           | NQ                   | NQ                   | NQ                   | NQ                   | NQ      |

### Boks
Mężczyźni
| Zawodnik          | Konkurencja  | 1/16             | 1/8               | Ćwierćfinał      | Półfinał         | Finał            | Finał   |
| Zawodnik          | Konkurencja  | Przeciwnik Wynik | Przeciwnik Wynik  | Przeciwnik Wynik | Przeciwnik Wynik | Przeciwnik Wynik | Pozycja |
| ----------------- | ------------ | ---------------- | ----------------- | ---------------- | ---------------- | ---------------- | ------- |
| Merven Clair      | waga średnia | Abdin P 0-3      | NQ                | NQ               | NQ               | NQ               | NQ      |
| Kennedy St-Pierre | waga ciężka  | BYE              | Bouloudinat W 2-1 | Lewit P 0-3      | NQ               | NQ               | NQ      |

### Judo
Kobiety
| Zawodniczka          | Konkurencja | 1/16                | 1/8                 | Ćwierćfinał            | Półfinał            | Repasaż               | Finał/BM            | Finał/BM |
| Zawodniczka          | Konkurencja | Przeciwniczka Wynik | Przeciwniczka Wynik | Przeciwniczka Wynik    | Przeciwniczka Wynik | Przeciwniczka Wynik   | Przeciwniczka Wynik | Pozycja  |
| -------------------- | ----------- | ------------------- | ------------------- | ---------------------- | ------------------- | --------------------- | ------------------- | -------- |
| Christianne Legentil | - 52 kg     | Fahmy W 100 – 000   | Cohen W 001 – 000   | Kelmendi P 000 – 000 S | NQ                  | Kuziutina P 000 – 100 | NQ                  | 7.       |

### Lekkoatletyka
Mężczyźni
| Zawodnik     | Konkurencja | Finał   | Finał   |
| Zawodnik     | Konkurencja | Wynik   | Miejsce |
| ------------ | ----------- | ------- | ------- |
| David Carver | maraton     | 2:26:16 | 102.    |

| Zawodnik       | Konkurencja | Kwalifikacje | Kwalifikacje | Finał | Finał   |
| Zawodnik       | Konkurencja | Wynik        | Miejsce      | Wynik | Miejsce |
| -------------- | ----------- | ------------ | ------------ | ----- | ------- |
| Jonathan Drack | trójskok    | 16,21        | 28.          | NQ    | NQ      |

Kobiety
| Zawodniczka      | Konkurencja | Eliminacje | Eliminacje | Półfinał | Półfinał | Finał | Finał   |
| Zawodniczka      | Konkurencja | Wynik      | Miejsce    | Wynik    | Miejsce  | Wynik | Miejsce |
| ---------------- | ----------- | ---------- | ---------- | -------- | -------- | ----- | ------- |
| Aurelie Alcindor | 200 m       | 24,55      | 7.         | NQ       | NQ       | NQ    | NQ      |

### Pływanie
Mężczyźni
| Zawodnik        | Konkurencja           | Eliminacje | Eliminacje | Półfinał | Półfinał | Finał | Finał   |
| Zawodnik        | Konkurencja           | Wynik      | Miejsce    | Wynik    | Miejsce  | Wynik | Miejsce |
| --------------- | --------------------- | ---------- | ---------- | -------- | -------- | ----- | ------- |
| Bradley Vincent | 100 m stylem dowolnym | 50,89      | 49.        | NQ       | NQ       | NQ    | NQ      |

Kobiety
| Zawodniczka    | Konkurencja           | Eliminacje | Eliminacje | Półfinał | Półfinał | Finał | Finał   |
| Zawodniczka    | Konkurencja           | Wynik      | Miejsce    | Wynik    | Miejsce  | Wynik | Miejsce |
| -------------- | --------------------- | ---------- | ---------- | -------- | -------- | ----- | ------- |
| Heather Arseth | 100 m stylem dowolnym | 58,89      | 37.        | NQ       | NQ       | NQ    | NQ      |

### Podnoszenie ciężarów
Kobiety
| Zawodniczka       | Konkurencja | Rwanie | Rwanie  | Podrzut | Podrzut | Razem  | Pozycja |
| Zawodniczka       | Konkurencja | Wynik  | Pozycja | Wynik   | Pozycja | Razem  | Pozycja |
| ----------------- | ----------- | ------ | ------- | ------- | ------- | ------ | ------- |
| Roilya Ranaivosoa | - 48 kg     | 80 kg  | 8.      | 93 kg   | 10.     | 173 kg | 9.      |

### Triathlon
| Zawodniczka        | Konkurencja | Pływanie (1,5 km) | Zmiana 1 | Jazda na rowerze (40 km) | Zmiana 2 | Bieg (10 km) | Wynik | Pozycja |
| ------------------ | ----------- | ----------------- | -------- | ------------------------ | -------- | ------------ | ----- | ------- |
| Fabienne St. Louis | kobiety     | 25,30             | DNF      | DNF                      | DNF      | DNF          | DNF   | DNF     |